# Der Traum des Wolfes
Der Traum des Wolfes ist ein Tiermärchen. Es steht in Johann Wilhelm Wolfs Deutsche Hausmärchen an Stelle 45.

## Inhalt
Einem Wolf verheißt ein Laut im Ohr gutes Essen. Er kündigt zwei Widdern an, einen von ihnen zu fressen. Der eine schmeichelt ihm, er möge als guter Landvermesser ihr Erbe klären und die Wiese abmessen. Der Wolf stellt sich in die Mitte, die Widder kommen von zwei Seiten und stoßen ihn mit den Hörnern. Ein Pferd mit Fohlen nennt ihn einen geschickten Feldscherer, der ihm doch den Dorn aus dem Fuß holen soll, ehe er das Fohlen fräße, und tritt zu. Eine Geiß mit einem Backofen und sieben Geißlein lässt ihn singen, als guter Sänger. Bauern kommen und verhauen ihn. Traurig legt der Wolf sich unter eine Eiche, dass Gott seine Dummheit strafe. Oben sitzt ein Bauer, trifft ihn mit der Axt. Der Wolf geht heim und stirbt in Gram.

## Herkunft
Der Titel Der Traum des Wolfes ist bei Wolf nicht mit einem Sternchen (*) versehen, was laut seiner Vorrede anzeigt, dass er selbst den Text ausarbeitete. Dem Wolf kommt die Rolle des tragischen Narzissten zu. Vom geprellten Fuchs handelt vorangehendes Des Gockels Hochzeit. Ein Feldscherer ist ein Wundarzt. Dass die Geiß sieben Geißlein hat, kommt wohl von Der Wolf und die sieben jungen Geißlein. Die Geißen singen „Eine feste Burg“. Die Eiche ist ein heiliger Baum. Dass einer oben hockt, kommt in Schwänken wie Der Frieder und das Katherlieschen vor. Vgl. sonst etwa Grimms Der Wolf und der Mensch, Der Wolf und der Fuchs.